# Schwimmer Ernő
Schwimmer Ernő (Pest, 1837. november 21. – Budapest, 1898. február 25.) sebészorvos, kórházi főorvos, egyetemi rendkívüli tanár, királyi tanácsos, az első magyar bőrgyógyász-specialista.

## Életpályája
Schwimmer Dávid (1795–1864) pesti orvos és Spitzer Teréz fia. Az orvosi tanulmányok első két évfolyamát szülővárosában, a többit pedig a Bécsi Egyetemen végezte, ahol 1861-ben orvosdoktorrá avatták. Ezután mint a bécsi közkórház alorvosa különböző osztályokon működött, leghosszabb ideig Sigmund és Ferdinand von Hebra tanárok mellett. Négy évi kórházi szolgálat után Egyiptomba utazott, hogy behatóbban foglalkozzon a Keleten előforduló endemikus bőrbajokkal. Félév után hazatért egyiptomi útjából és Pesten telepedett le; azonban semmiféle támogatásban nem részesült, emiatt kénytelen volt egy ideig általános gyakorlattal foglalkozni. Végül Rózsay József főorvos engedelmével a Szent Rókus Kórház egyik osztályán kapott állást, ahol bőrbetegségeket kezelt. Később saját költségén járó betegek számára rendelőintézetet nyitott. 1870–71-ben a bőrbántalmak tanából magántanári képesítést nyert és ekkortól kizárólag szakmájának élt. 1875-ben a Szent Rókus Kórház hevenyfertőző osztályának rendelőorvosává nevezték ki. 1878–79-ben rendkívüli tanári címet kapott, 1891–92-ben pedig nyilvános rendkívüli tanárrá nevezték ki. Főorvosa volt a Szent István-közkórház bőrbeteg-osztályának. Tevékenyen részt vett a magyar fürdőügyi mozgalmakban mint a lipiki fürdő tulajdonosa. A Magyar Dermatológusok és Urológusok Egyesületének elnöke, az Üllői úti fővárosi közkórház bőrbeteg-osztályának főorvosa, az Országos Balneológiai Egyesület alelnöke, a Congrès international de dermatologie és a Budapesti Királyi Orvosegylet üléselnöke, a londoni Dermatologicai Section tiszteletbeli, a párizsi Société de dermatologie de France, valamint a bécsi Dermatologische Gesellschaft és a Deutsche Dermatologische Vereinigung választmányi, a Királyi Magyar Természettudományi Társulat, valamint a magyar orvosok és természetvizsgálók állandó központi választmányának rendes, az országos közegészségi egyesület és a magyar orvosi könyvkiadó társulat alapító és választmányi tagja volt. 1897. december 12-én a magyar dermatológiai társaság, 25 éves tanári jubileumára, mint a modern dermatológia megteremtőjének tiszteletére az egyetem sebészklinikájának tantermében ünnepélyt rendezett. A Pallas Nagy Lexikonának is munkatársa volt.

## Családja
Házastársa Kern Ilka volt, Kern Jakab kereskedő lánya, akit 1867. június 18-án Pesten vett nőül. 1883. április 10-én családjával együtt kikeresztelkedett és áttért a római katolikus vallásra.
Gyermekei:
- Schwimmer Margit (1870–1944). Férje dr. Heger János.
- Schwimmer Gizella (1871–1944). Férje Weigerth Károly.

## Cikkei
- az Orvosi Hetilapban (1863. A bőr idült beszűrődése, Az izzag, 1864–65. Vázlatok Egyiptomból, 1866. A közönséges bubor egy esete. Pemphigus vulgaris, 1868. Az idült bőrbajok önállóságáról, 1869. A helybeli gyógymód és átrakodás idült bőrbajoknál, 1870. A csalánküteg, 1871. A fejbőrről levált fejgombolyag, Plica polonica, 1875. Orvosi jelentés a budapesti általános poliklinikáról: Történeti és megfejtő észrevételek, Részletes jelentés a bőr- és bujakorosztályról, 1876. A salicilsav gyógyhatása egyes heveny kütegeknél, 1877. Adat a késői bujasenyv kórtanához, 1878. A himlővel járó hegképződés elleni újabb gyógyeljárás, 1879. Trichorrhexis barbae nodosa, Párisi kórházak, 1880. A festenyes bujakórról, 1881. A bőrbetegségek rendszertanáról, 1883. Xanthoma, 1884. A pityriasis rubra kórisméjéhez, 1885–86. A bújakóros bántalmak gyógykezelésének mai állása, A bőrgyógyászat befolyása a többi orvosgyógytudományi szakokra, 1887. A bőr és nyak hártyák gümőkórja, 1889. A pellagra-kérdéshez Magyarországban, Visszaemlékezés a párisi I. bőrgyógyászati kongresszusra, 1890. Influenza és bőrbántalmak, Sarcoma multiplex pigmentosum diffusum, 1891. A Koch-féle Lympha dermatologiai szempontból, A bőrgyógyászat Londonban, 1892. Az ichtyol therapeutikus használata egyes bőrbántalmak gyógykezelésénél, 1892. Visszaemlékezés a bőrgyógyászati nemzetközi kongresszus budapesti kirándulására, 1894. Az exema lényegéről 1895. Orvosi gyakorlat; diagnostikai és gyógykezelési tévedések)
- az Allgemeine Wiener medizinische Zeitungban (1863. Zur Frage des Lichen ruber)
- az Ungarische medinische Presseben (1866. Über das sogenannte Vertreiben der Kopf- und Gesichtsausschläge bei Kindern); a Wiener med. Wochenschriftben (1869. Dermatologische Mittheilungen; Ichthyosis sebacca, Eczema erythematosum)
- az Orvosi Zsebnaptárban (1875. Étető szerek alkalmazása és sebészi eljárás egyes bőrbántalmaknál)
- az Orvosi Évkönyvben (1875. Orvosi tudomány és gyakorlat az Ó-korban)
- a Magyar orvosok és természetvizsgálók Munkálataiban (XX. 1880. A lepra előjövetele Magyarországon); az Orvosi Szemlében (1881. Bőr- és bujakórtani rovat)
- a Biographisches Lexicon der hervorragendsten Aerzte aller Zeitenben (Wien u. Leipzig, 1883–84. Augustin, Bácsmegyei, Balassa, Balogh Pál, Balsaratus stb. életrajza)
- a Gyógyászatban (1887. Az orbáncz gyógyhatása egyes kóralakoknál, 1888. A bőrgyógyászat és bujakórtan jelen állása, 1888–89. Néhány újabb bőrgyógyászati szerről)
- a Magyar Salonban (1891. Szépség és bőrápolás); a Közkórházi Évkönyvben (1892. A sömörszerű bőrlob, Dermatit. herpetiformis)
- a Belgyógyászat Kézikönyvében (1894. A himlő, Tehénhimlő, Lepra, Poklosság).

Idegen nyelvű cikkeit felsorolja Hőgyes, Emlékkönyvében.

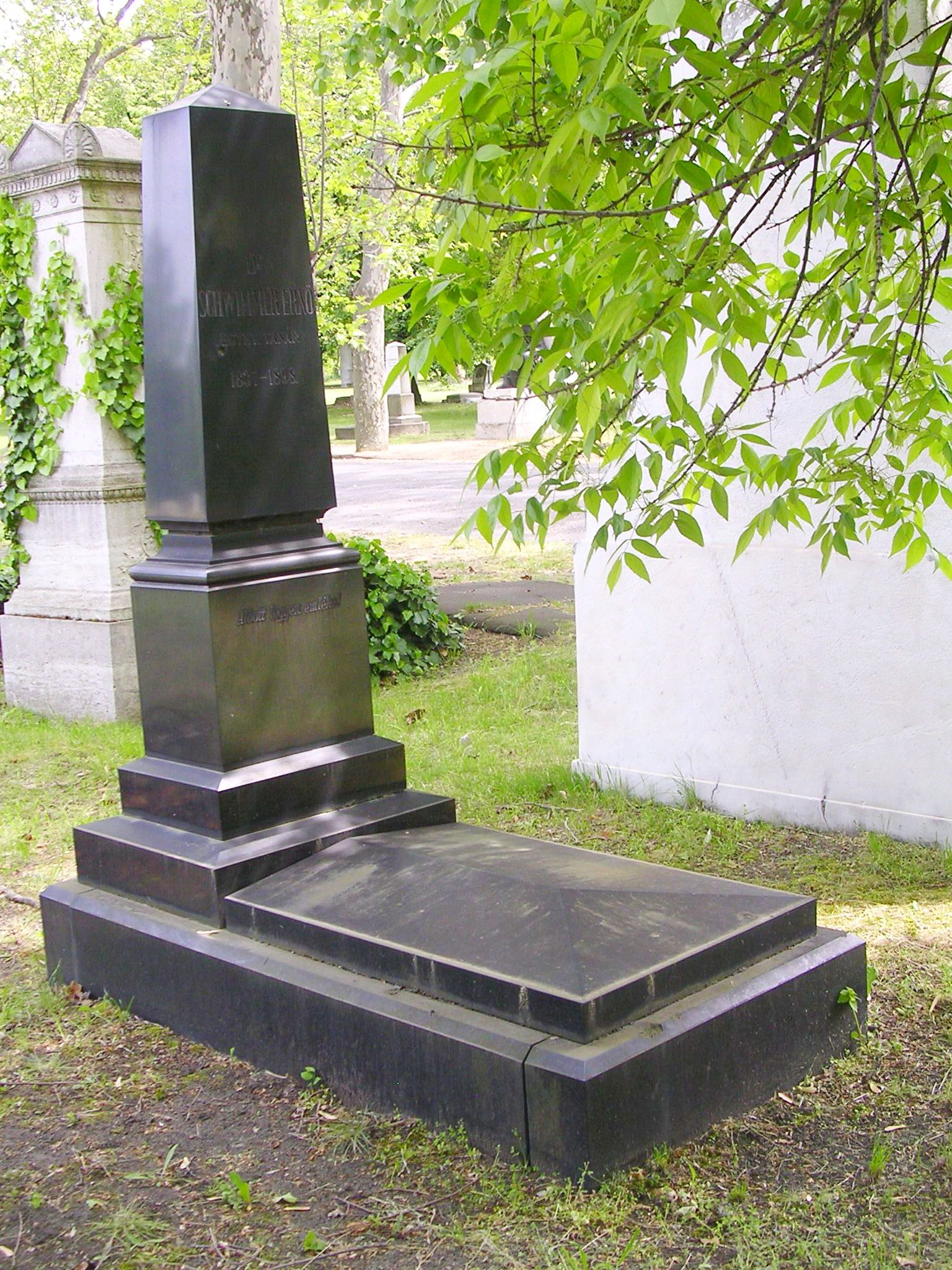
Sírja a Fiumei úti sírkertben, 28-1-1,

## Munkái
- Bőrkórtan. Budapest, 1874 (A magyar orvosi könyvkiadó társulat Könyvtára. XV. k.)
- A szájjür önszenvi nyáktelepei. Leukoplakia buccalis. Budapest., 1878.
- Die ideopathischen schleimhautplaques der Mundhöhle, Wien, 1878.
- Zur Therapie der Variola von Standpunkte der Micrococcuslehre. Leipzig, 1880.
- Emlékirat a bőr- és bujakórtan oktatásának rendszeresítése tárgyában a budapesti királyi egyetemen. Budapest, 1881.
- Emlékbeszéd néhai Hebra tanár felett. Budapest, 1881.
- Die neuropathischen Dermatonosen. Leipzig und Wien, 1883.
- Hautkrankheiten. Leipzig, 1884 (Ziemsen's Spec. Path. u. Therapie XIV. Bd.)
- Die Grundlinien der heutigen Syphilistherapie. Hamburg, 1888.
- Bis zum Endpunkte Europa's, Reiseskizze einer Nordlandfahrt. Wien, 1895.